# Балка Довга (річка)
Балка Довга — річка в Україні, у Нікопольському районі Дніпропетровської області. Права притока Чортомлика (басейн Дніпра).

## Опис
Довжина річки приблизно 2,6 км.

## Розташування
Бере початок на південно-західній стороні від села Високе. Спочатку тече на південний захід, потім на південний схід через село Новоіванівку і впадає у річку Чортомлик, праву притоку Дніпра.
Річку перетинає автошлях Т 0435.